# Хэмилтон, Скотт
Скотт Сковелл Хэмилтон (англ. Scott Scovell Hamilton, род. 28 августа 1958) — американский фигурист, олимпийский чемпион 1984 года в одиночном катании, 4-кратный чемпион мира.
Владел лишь тремя тройными прыжками (лутц, сальхов и тулуп), к 1983/84 заметно отставая в сложности программ от ряда фигуристов, которые владели шестью тройными (включая тройной аксель).
14 ноября 2002 года Хэмилтон женился на диетологе Трэйси Робинсон. Пара воспитывает двух сыновей: Эйдана Макинтоша Хэмилтона (род. 13 сентября 2003 года) и Макса Томаса Хэмилтона (род. 21 января 2008 года). В сентябре 2014 года Хэмилтон и его жена усыновили двоих детей из Гаити: 11-летнюю Эвелин и её 13-летнего брата Жан-Поля.

## Спортивные достижения
| Соревнования/Сезон      | 1978 | 1979 | 1980 | 1981 | 1982 | 1983 | 1984 |
| Зимние Олимпийские игры |      |      | 5    |      |      |      | 1    |
| Чемпионаты мира         | 11   |      | 5    | 1    | 1    | 1    | 1    |
| Чемпионаты США          | 3    | 4    | 3    | 1    | 1    | 1    | 1    |